# ГЕС Шпільє
ГЕС Шпільє — гідроелектростанція на заході Македонії, споруджена на річці Чорний Дрин (один із витоків Дрину, що бере початок із Охридського озера). Розташована нижче по течії від ГЕС Глобочіца.
Будівництво греблі розпочалось в 1964 році біля міста Дебар, у місці впадіння правої притоки Чорного Дрину Радики. Річку перекрили греблею, у конструкції якої є як кам'яно-накидні, так і земляні елементи. Її висота від основи 112 метрів (від поверхні — 101 метр[1]), довжина 330 метрів. На спорудження пішло 2,7 млн м3 матеріалів. Гребля утворила штучне озеро Дебар із об'ємом 506 млн м3 (корисний об'єм — 218 млн м3). Нормальним рівнем водосховища вважається коливання між позначками 560 та 580 метрів над рівнем моря.
Три гідроагрегати з турбінами типу Френсіс потужністю по 23 МВт ввели в експлуатацію у 1969 році.
На початку 2000-х років ГЕС Шпільє разом з кількома іншими станціями Македонії потрапила до програми реабілітації, завдяки якій її загальна потужність зросла до 84 МВт. При напорі у 85,2 метра це обладнання забезпечує річну виробітку електроенергії на рівні 272 млн кВт-год.
Видача продукції відбувається по ЛЕП, що працює під напругою 110 кВ.